# 林孟瑾
林孟瑾（Adriene Lin，1979年07月19日—），台灣知名模特兒、演員，臺北市私立華岡藝術學校戲劇科畢業。喜好表演藝術，曾拍過多部廣告、MV、電視劇、與電影等。

## 演藝生涯

### 由模特兒至演員
高中時期便以模特兒身份出道的林孟瑾，當年以陽光俏麗形象，成為少女平面雜誌經常邀拍的對象。後在「西莎」狗食系列電視廣告中擔綱演出，甜美形象深植人心。曾獲已故知名導演楊德昌提攜，在其執導之電影《一一》中扮演莉莉角色。2003年由楊順清(導演)執導的電影《台北二一》，是由林孟瑾第一次擔任女主角的劇情長片，該片並獲得亞太影展最佳影片的殊榮。

### 惡女形象
2006年在台視、三立偶像劇《愛情魔髮師》中飾演「晴空」一角，以舊愛身份破壞同劇中人物 杜亞斯( 明道 飾演 ) 與 小貝( 曾之喬 飾演 ) 之間的感情，劇中的惡女形象遭到網友砲轟，看到她就「恨得牙癢癢的」！甚至連好友都打電話提醒她：「出門小心被扁！」 
對於《愛情魔髮師》中的壞女人「晴空」，她自己卻有不同的解讀，林孟瑾說：「我覺得其實那個角色不壞，她只是回來尋找離開三年的愛人。」對於觀眾的「反晴空」聲浪，她認為「沒什麼好擔心的」，她只不過是把劇中的角色扮演好而已。

### 愛狗如子
林孟瑾在「西莎」狗食廣告中扮演寵愛狗狗的女主人，在現實生活中，她亦是一位愛狗如子的「狗媽媽」。飼養14年的高齡「貴賓狗兒子」乖乖，曾在2007年意外遭計程車輾過，腹部撕裂，肋骨斷裂，幸經獸醫開刀搶救，撿回一條狗命。

## 作品

### 電視劇
- 2013年 台視《親愛的，我愛上別人了》（飾 Joyce）
- 2013年 大愛 長情劇展--《再見！鬥牛老師 》（飾 張艾君）
- 2013年 台視《大紅帽與小野狼》（飾 林雅婷）
- 2011年 台視《前男友 (電視劇) 》（飾 FIONA）
- 2011年 台視《姊妹》客串 Amanda
- 2011年 華視《飛行少年》（飾 陳志梅 / 周佩珊）
- 2010年 中視《女王不下班》（飾 Amy）
- 2010年 公視《死神少女》（飾 江萍）
- 2009年 台視 / 三立《那一年的幸福時光》（飾 趙碧兒）
- 2009年 台視 《福氣又安康》客串 獸醫
- 2009年 中視《老王同學會》（飾 王曉娟）
- 2007年 華視《熱情仲夏》（飾 阿悅姐）
- 2006年 台視 / 三立《愛情經紀約》（飾 喬安娜）
- 2006年 台視 / 三立《愛情魔髮師》（飾 晴空）
- 2004年 華視《舞動奇蹟》（飾 小優）
- 2004年 台視《求婚事務所》（飾 玲玲）
- 2002年 公視 人生劇展--《真實影像》（飾 湘湘）
- 2002年 台視《沒完沒了的夏天》（飾 Janet）

### 電影
- 2010年《第36個故事》(飾空姐)
- 2008年《鬼旅社》
- 2007年《她‧Just Do IT-女力》
- 2006年《國士無雙》
- 2005年《我的逍遙學伴》
- 2003年《台北二一》
- 2000年《一一》 ( 楊德昌導演 )

### 電視廣告
- 西莎 ( 默契篇、catwalk篇 )
- 台灣固網
- 江戶醬油 ( 發現篇 )
- 台灣大哥大黃頁簿 ( 生日篇 )
- 誠泰銀行 ( 樂透篇 )
- 思薇爾SWEAR ( 窺視篇 )
- 鱷魚（保護篇、在家篇）

### MV
- 阿杜 堅持到底

## 相關連結
- 林孟瑾Adriene的新浪微博
- 林孟瑾 Adriene Lin的Facebook專頁
- 林孟瑾在互联网电影资料库（IMDb）上的資料（英文）（英文）
- 林孟瑾在香港影庫上的簡介
- 林孟瑾在豆瓣上的资料（简体中文）
- 林孟瑾在时光网上的簡介（简体中文）